# Gonomyia microserrata
Gonomyia microserrata är en tvåvingeart som beskrevs av Alexander 1938. Gonomyia microserrata ingår i släktet Gonomyia och familjen småharkrankar. Inga underarter finns listade i Catalogue of Life.